# جوسون: طارد الأرواح الشريرة
جوسون: طارد الأرواح الشريرة (بالكورية: 조선구마사)؛ هو مسلسل تلفزيوني كوري الجنوبي تاريخي خيالي، يتحدث المسلسل عن قتال العائلة المالكة لحماية الناس من الأرواح الشريرة التي لا تنتهي، عرض على قناة SBS TV في 22 مارس 2021 وبث كل يوم الإثنين والثلاثاء في ساعة 22:00 بتوقيت كوريا الجنوبية.

## القصة
عندما قام الأمير لي بانغ وون أمير جوسون بدوريات في المنطقة الشمالية، واجه روحًا شريرة أرادت السيطرة على البشر. كان الأمير لي بانغ وون قادرًا على طرد الروح الشريرة. حاليا، لي بانغ وون صعد إلى العرش واتخذ لقب الملك تايجونغ (كام وو سونغ). إنه بارد العقل، لكنه ملك قوي. يفخر الملك تايجونغ بحقيقة أنه ساعد والده في تأسيس سلالة جوسون. كما أنه يشعر بالذنب الشديد لقتله الكثير من الناس خلال تأسيس جوسون. الروح الشريرة التي أغلقها الملك تايجونغ في الماضي تبعث من جديد على أرض جوسون. لإغلاق الروح الشريرة بعيدًا، يجب على الملك تايجونغ محاربة الروح الشريرة مرة أخرى.

## بطولة
- جانغ دونغ يون في دور الأمير تشونغ ميونغ
- بارك سونغ هون في دور الأمير يانغنيونغ
- كام وو سونغ في دور الملك تاي-جونغ

### الشخصيات النسائية
- لي يو بي في دور ايو ري
- كيوم سا روك في دور هيي يوم
- جونغ هاي سونغ في دور مو هوا
- سيو يونغ هي في دور الملكة وونغيونغ ملكة جوسون.
- بايك يون هاي في دور زوجة الأبن.

## المشاهدات
| الموسم | الموسم | رقم الحلقة | رقم الحلقة | المتوسط |
| الموسم | الموسم | 1          | 2          | المتوسط |
| ------ | ------ | ---------- | ---------- | ------- |
|        | 1      | 1.751      | 1.294      | 1.523   |

ملاحظة : «غ/م» ترمز إلى ان التصنيفات غير متاحة.
| رقم الحلقة | جزء  | تاريخ البث الأصلي | متوسط حصة الجمهور | متوسط حصة الجمهور | متوسط حصة الجمهور |
| رقم الحلقة | جزء  | تاريخ البث الأصلي | AGB Nielsen       | AGB Nielsen       | TNmS              |
| رقم الحلقة | جزء  | تاريخ البث الأصلي | على الصعيد الوطني | سيئول             | على الصعيد الوطني |
| ---------- | ---- | ----------------- | ----------------- | ----------------- | ----------------- |
| 1          | 1    | 22 مارس 2021      | 5.7%              | 6.5%              | 6.1%              |
| 1          | 2    | 22 مارس 2021      | 8.9%              | 9.9%              | 9.2%              |
| 2          | 1    | 23 مارس 2021      | —                 | —                 | 5.6               |
| 2          | 2    | 23 مارس 2021      | 6.9٪              | 7.4٪              | 7.5%              |
|            | معدل | معدل              | 6.5%              | -                 | 7.1%              |

## الإنتاج
في أبريل 2020 أُعلن أنضمام الممثل جانغ دونغ يون في المسلسل. في سبتمبر 2020 انضم إليه كل من بارك سونغ هون، كيم دونغ جون، جونغ هاي سونغ، ولي يو بي. في نوفمبر 2020 انضم كام وو سونغ رسميًا إلى فريق التمثيل الرئيسي. أكتمل الطاقم في نفس الشهر.
الدراما من أخراج مخرج SBS شين كيونغ سوو الذي عمل على أخراج مسلسلات مثل "شجرة ذات جذور عميقة" (2011) نصر المشكوك (2018) زهرة نكودو لعام 2019 ومن كتابة بارك كيو أوك.

### التصوير
في 23 نوفمبر 2020 توقف التصوير بعد إصابة أحد أعضاء فريق العمل بفيروس COVID-19. تم عزل الشخصيات الرئيسية عن بعضها مؤقتنا للاحتياط.
أصيب الممثل جانغ دونغ يون بعد سقوطه من على حصان أثناء التصوير في 29 ديسمبر.
في 26 فبراير 2021 أفيد أن الممثلة لي يو-بي أصيبت بجرح في ساقيها أثناء التصوير للدراما.

## روابط خارجية
- جوسون: طارد الأرواح الشريرة على موقع IMDb (الإنجليزية)
- جوسون: طارد الأرواح الشريرة على موقع كينوبويسك (الروسية)
- جوسون: طارد الأرواح الشريرة على موقع قاعدة بيانات الفيلم (الإنجليزية)